# Opowieść Harleya
Opowieść Harleya – polski film obyczajowy z 1987 roku.
Plenery: m.in. Łódź.

## Obsada aktorska
- Jan Jankowski – Janek
- Katarzyna Chrzanowska – Irena
- Andrzej Pieczyński – Zdzisiek
- Leszek Teleszyński – Witek Zapert, narzeczony Ireny
- Edward Żentara – Marek
- Bożena Adamek – Elżbieta
- Alicja Jachiewicz – matka Ireny
- Jacek Wójcicki – Igorek
- Małgorzata Bogdańska-Kaczmarska – Zosia „Szczękosia”, przyjaciółka Ireny
- Eugeniusz Wałaszek – gość na przyjęciu zaręczynowym Witka i Ireny
- Tadeusz Kożusznik